# Edward J. Kay
Pour les articles homonymes, voir Kay.

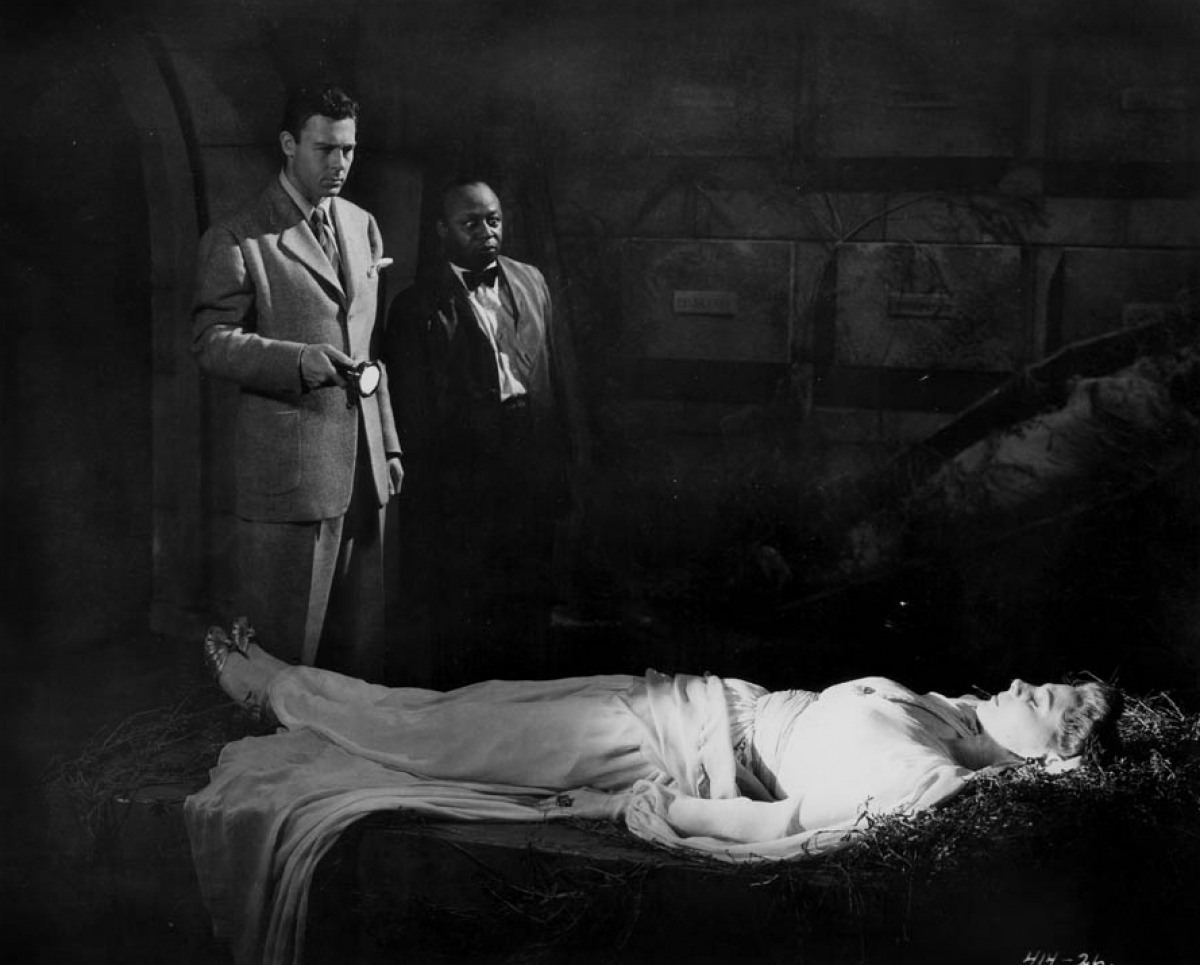
Le Roi des zombies (1941), avec Dick Purcell, Mantan Moreland et Patricia Stacey (de g. à d.)

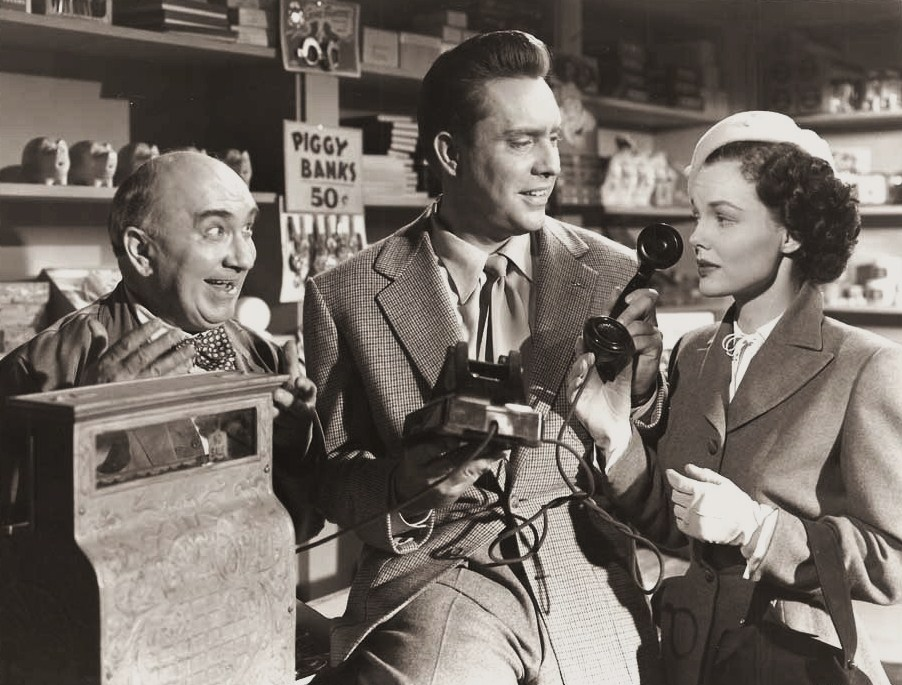
' (1950), avec Fred Essler, Edmond O'Brien et Wanda Hendrix (de g. à d.)

Edward J. Kay, né le 27 novembre 1898 à New York (État de New York) et mort le 22 décembre 1973 dans le comté de Los Angeles (à préciser) (Californie, États-Unis), est un compositeur et chef d'orchestre américain, parfois crédité Edward Kay ou Eddie Kay.

## Biographie
Œuvrant au cinéma, Edward J. Kay compose les musiques d'environ quatre-vingts films américains de série B, notamment dans les genres horreur et western, depuis Mr. Wong, Detective de William Nigh (1938, avec Boris Karloff et Grant Withers) jusqu'à The Creation of the Humanoids de Wesley Barry (1962, avec Don Megowan).
Entretemps, mentionnons Le Roi des zombies de Jean Yarbrough (1941, avec Joan Woodbury et Mantan Moreland), Voodoo Man de William Beaudine (1944, avec Béla Lugosi et John Carradine), L'Emprise de Jack Bernhard (1948, avec Preston Foster et Belita), Killer Shark d'Oscar Boetticher (1950, avec Roddy McDowall et Roland Winters), ou encore Le Trésor des collines rouges de Frank McDonald (1955, avec Zachary Scott et Barton MacLane).
Il est en outre directeur musical sur environ trois-cent-cinquante films américains (dont ceux pour lesquels il compose la musique).
Dans les années 1940, Edward J. Kay obtient cinq nominations à l'Oscar de la meilleure musique de film (dont une pour Le Roi des zombies précité), mais sans en gagner.

## Filmographie partielle
(comme compositeur, sauf mention complémentaire)
- 1938 : Mr. Wong, Detective de William Nigh
- 1939 : Streets of New York de William Nigh
- 1939 : Mr. Wong in Chinatown de William Nigh
- 1939 : Le Mystère de Mr Wong de William Nigh
- 1940 : Le Singe tueur (The Ape) de William Nigh
- 1941 : Le Roi des zombies (King of the Zombies) de Jean Yarbrough
- 1941 : Secret Evidence de William Nigh
- 1942 : Klondike Fury de William K. Howard
- 1942 : Le Monstre de minuit (Bowery at Midnight) de Wallace Fox
- 1943 : Ghosts on the Loose de William Beaudine
- 1943 : Cosmo Jones in the Crime Smasher de James Tinling
- 1943 : Wings Over the Pacific de Phil Rosen
- 1943 : L'Homme-singe (The Ape Man) de William Beaudine
- 1944 : Invitation à la danse (Lady, Let's Dance) de Frank Woodruff
- 1944 : L'Esprit diabolique (Voodoo Man) de William Beaudine
- 1945 : G.I. Honeymoon de Phil Karlson
- 1945 : Suzy des bas-fonds (Sunbonnet Sue) de Ralph Murphy
- 1946 : La Rapace (Decoy) de Jack Bernhard
- 1946 : Dark Alibi de Phil Karlson
- 1946 : La Course au bonheur (Sweetheart of Sigma Chi)
- 1946 : Frayeur (Fear) d'Alfred Zeisler
- 1947 : Fall Guy de Jack Bernhard
- 1947 : Robin des Bois de Monterey (en) (Robin Hood of Monterey) de Christy Cabanne
- 1947 : Violence (titre original) de Jack Bernhard
- 1947 : Le Gagnant du Kentucky (Black Gold) de Phil Karlson
- 1948 : Song of the Drifter de Lambert Hillyer
- 1948 : Le Condamné de la cellule cinq (I Wouldn't Be in Your Shoes) de William Nigh
- 1948 : Captif en mer (Kidnapped) de William Beaudine
- 1948 : L'Emprise (The Hunted) de Jack Bernhard
- 1949 : Bomba, enfant de la jungle (Bomba, the Jungle Boy) de Ford Beebe
- 1949 : Panique sauvage au Far-West (Stampede) de Lesley Selander
- 1949 : The Wolf Hunters d'Oscar Boetticher
- 1950 : The Admiral Was a Lady d'Albert S. Rogell
- 1950 : Traqué dans la Sierra (Sierra Passage) de Frank McDonald
- 1950 : Les Requins du Pacifique (Killer Shark) de Oscar Boetticher
- 1951 : J'étais une espionne américaine (I Was an American Spy) de Lesley Selander
- 1952 : The Steel Fist de Wesley Barry
- 1953 : Cow Country de Lesley Selander
- 1954 : La Tueuse de Las Vegas (Highway Dragnet) de Nathan Juran
- 1955 : Le Trésor des collines rouges (Treasure of Ruby Hills) de Frank McDonald
- 1956 : Yaqui Drums de Jean Yarbrough
- 1958 : Johnny Rocco de Paul Landres
- 1962 : The Creation of the Humanoids de Wesley Barry (+ producteur)

## Distinctions
- Cinq nominations à l'Oscar de la meilleure musique de film :
  - En 1942, pour Le Roi des zombies ;
  - En 1943, pour Klondike Fury ;
  - En 1945, pour Invitation à la danse ;
  - En 1946, pour G.I. Honeymoon et Sunbonnet Sue (adaptation).